# Aurelio Samorì
Aurelio Samorì (* 20. Januar 1946 in Faenza) ist ein italienischer Komponist.

## Leben und Wirken
Samorì studierte am Konservatorium Gioachino Rossini in Pesaro Instrumentation, Komposition, Klavier und elektronische Musik bei Ottavio Faccenda, Boris Porena, Eliana Marieddu und Walter Branchi und besuchte die Darmstädter Ferienkurse von Karlheinz Stockhausen, György Ligeti und Henri Pousseur. Anschließend besuchte  er  an der Accademia Nazionale di Santa Cecilia in Rom Kompositionskurse bei Franco Donatoni.
Er gewann bei mehreren internationalen Kompositionswettbewerben, u. a. beim Premio Varese (1979) und beim Wettbewerb Ennio Porrino (1986 in Cagliari) jeweils einen ersten Preis. Er erhielt zahlreiche Kompositionsaufträge, u. a. von der RAI, dem Nuove Forme Sonore di Roma, den Amici dell’Accademia Chigiana in Siena und der Gruppo da camera Caronte. Seine Werke wurden auf Festivals zeitgenössischer Musik in Frankreich, Belgien, Deutschland, der Schweiz, Griechenland und den USA aufgeführt und werden u. a. von der Edizioni Musicali Suvini Zerboni und Ricordi verlegt.
Seit 1977 unterrichtet Samorì Komposition am Konservatorium von Pesaro.

## Werke
- Musica für Flöte, Klarinette und Fagott (1975)
- Contropunto für neun Aerophone (1977)
- Diali für zehn Streicher (1979)
- Angelici (cons)ensi für Flöte und Harfe (1981)
- Riferimento A für Flöte und Streichquartett (1981)
- ...Da un'immagine für Flöte solo (1982)
- Alla soglia delle trasparenze für zehn Instrumente (1984)
- Etnocigihc für Flöte, Klarinette, Viola und Cello (1985)
- Microdivertimenti für Flöte, Violine, Viola, Cello und Klavier (1986)
- Dolci vortici, velate rimembranze für Saxophonquartett (1988)
- Caleidoscopii Ludi für neun Aerophone (1989)
- Decassodau für Fagott und Posaune (1991)
- Pulsar continuo für sechs Instrumente (1993)
- Ciribiribin Variazioni für Akkordeon (1994)
- Canti estratti auf Texte von Giacomo Leopardi für Rezitator und Flötenquartett  (1998)
- Ricercare für Orgel (1999)
- Cantata laica für Chor und Instrumente (2000)
- Azione per due für Klarinette, Cello und Klavier (2005)

| Personendaten    | Personendaten           |
| ---------------- | ----------------------- |
| NAME             | Samorì, Aurelio         |
| KURZBESCHREIBUNG | italienischer Komponist |
| GEBURTSDATUM     | 20. Januar 1946         |
| GEBURTSORT       | Faenza                  |